# 4-aminobifenyl
4-aminobifenyl is een organische verbinding, afgeleid van bifenyl, met als brutoformule C12H11N. Het is een kleurloze vaste stof met een kenmerkende geur, die bij blootstelling aan lucht violet wordt. De stof wordt gebruikt om azoverbindingen te bereiden. De oplossing in water is een zwakke base.

## Toxicologie en veiligheid
De stof vormt bij verbranding giftige gassen en reageert met sterk oxiderende stoffen. 4-aminobifenyl is giftig en carcinogeen.